# Saint-Corneille
Saint-Corneille é uma comuna francesa na região administrativa do País do Loire, no departamento de Sarthe. Estende-se por uma área de 10.88 km². Em 2010 a comuna tinha 1 480 habitantes (densidade: 136 hab./km²).